# Axie Infinity
Axie Infinity est un jeu vidéo en ligne créé en 2018, reposant sur les NFT, et développé par le studio vietnamien Sky Mavis. Son économie en jeu utilise des crypto-monnaies reposant sur la plateforme Ethereum ; Ce jeu est devenu une forme de travail pour des personnes vivant dans des pays en développement, notamment aux Philippines (35 % environ du trafic, et la majorité des 2,5 millions de joueurs actifs en 2022).
En avril 2022, sa suite Axie Infinity: Origin est lancé en accès anticipé.

## Description
Axie Infinity est un jeu de combat avec une dimension de commerce permettant aux joueurs de collecter, d'élever, de combattre et d'échanger des créatures appelées Axies imaginées à partir de l'axolotl. Les créatures sont numérisées en tant que NFT. En septembre 2021, la majorité des joueurs vivent aux Philippines.
Il est développé par le studio vietnamien Sky Mavis,.

## Économie en jeu
Les nouveaux joueurs doivent acheter au moins trois Axies pour commencer à jouer. En février 2020, Sky Mavis estime que le joueur moyen dépense environ 400 dollars pour répondre à cette exigence de départ. En décembre 2021, le coût de départ pour trois Axies s'élève à 1 000 dollars.
Le jeu utilise un modèle "payer pour gagner" (pay-to-earn) où, une fois que les participants ont payé les frais de départ, ils peuvent gagner une crypto-monnaie basée sur Ethereum appelée Smooth Love Potion (SLP) en jouant. Axie Infinity permet aux utilisateurs d'encaisser leurs jetons SLP tous les quatorze jours. Ce modèle est décrit comme une forme de jeu d'argent,. Le marché est aussi jugé comme instable et trop dépendant de l'afflux de nouveaux joueurs, sous une forme ressemblant à un système pyramidal,.
Les participants peuvent aussi acheter des terrains virtuels et d'autres actifs du jeu en tant que NFT.
En juin 2021, lors du confinement du pays, CNBC rapporte que certaines personnes aux Philippines jouent au jeu comme principale source de revenus, bien que les taux de rémunération du jeu soient tombés en dessous du salaire minimum des Philippines en septembre 2021,,. En août 2021, le ministère philippin des Finances précise que les revenus d'Axie Infinity sont imposables et suggère que la SEC et la banque centrale du pays puissent classer la crypto-monnaie comme une devise ou une valeur mobilière.

## Attaque informatique et vol de l'équivalent de plusieurs centaines de millions de dollars en cryptomonnaies
Le 23 mars 2022, un ou quelques pirates informatiques ont réussi via de l'ingénierie sociale et une faille de sécurité à voler sur le site des cryptomonnaies (173 699 ethereums et 22,5 millions d'USDC) pour une somme évaluée à environ 615 millions de dollars aux cours de ces cryptomonnaies au moment de l'annonce (et 545 millions le jour de l’attaque),. La société a annoncé chercher avec les autorités, des cryptographes et ses investisseurs à récupérer ou rembourser les fonds volés.
Dès avril, Sky Mavis annonce avoir levé 150 millions de dollars pour aider au remboursement. Parmi les participants à la levée de fonds, on retrouve des acteurs du secteur des cryptomonnaies et/ou des NFT comme par exemple Binance.